# Mercurey
Mercurey là một xã trong tỉnh Saône-et-Loire, thuộc vùng Bourgogne-Franche-Comté của nước Pháp, có dân số là 1.269 người (thời điểm 1999).

## Tham khảo

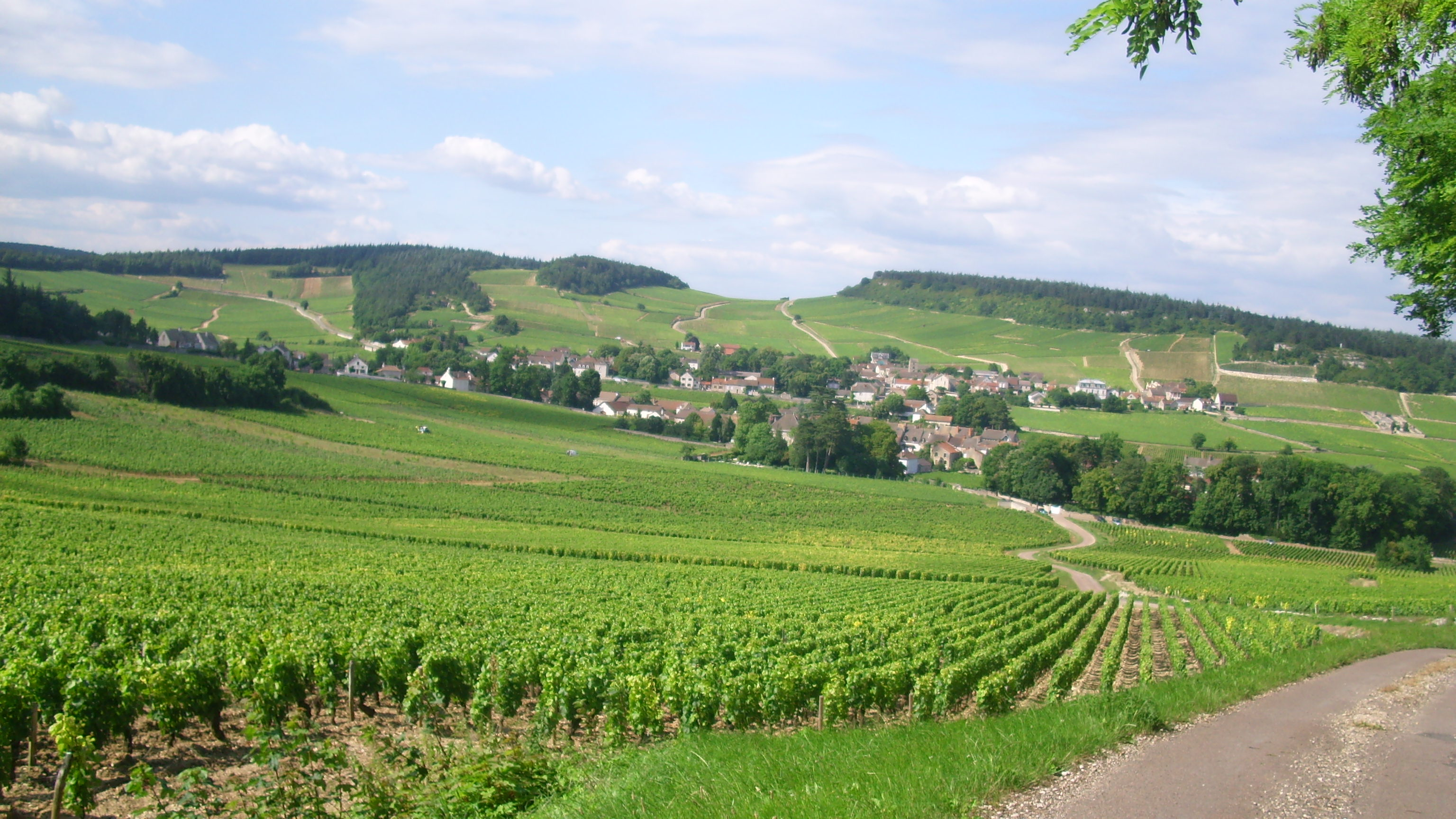
Mercurey

## Nhân khẩu học
| 1962  | 1968  | 1975  | 1982  | 1990  | 1999  |
| ----- | ----- | ----- | ----- | ----- | ----- |
| 1.298 | 1.397 | 1.414 | 1.328 | 1.276 | 1.269 |